# Mind Reflections
Mind Reflections es una recopilación de las canciones más famosas de la banda de death metal, Pestilence, fue lanzado en 1994 por Roadrunner Records. El disco tiene canciones en vivo e incluye una canción inédita llamada "Hatred Within". También contiene un video de la canción "Mind Reflections". El disco fue editado en 1994 cuando Pestilence ya estaba separado. La canción "Hatred Within" fue incluida en una compilación "Teutonic Invasion Part II". Las canciones en vivo son del Dynamo Open Air Festival.

## Listado de canciones
1. Out Of The Body
2. Twisted Truth
3. The Process Of Suffocation
4. Parricide
5. Mind Reflections
6. Dehydrated
7. Land Of Tears
8. Hatred Within
9. The Secrecies Of Horror
10. Subordinate To The Domination
11. Dehydrated (live)
12. Chemo Therapy (live)
13. Presence Of The Dead (live)
14. Testimony (live)
15. Chronic Infection (live)
16. Out Of The Body (live)
17. Mind Reflections (video)

## Miembros de las Canciones de Estudio
- Patrick Mameli: guitarras
- Randy Meinhard: guitarras
- Martin Van Drunen: bajo, voces
- Marco Foddis: batería

## Miembros de las Canciones en vivo
- Patrick Mameli: guitarras, vocalista
- Patrick Uterwijk: guitarras
- Jack Dodd: bajo
- Marco Foddis: batería